# Daniela Simmons
Daniela Simmons (manchmal auch Daniela Simons geschrieben) (* 1961 in Perugia) ist eine italienisch-schweizerische Komponistin, Pianistin und Sängerin.

## Leben
Daniela Simmons wurde als Kind italienischer Eltern geboren. Bereits ihr Vater war Musiker und förderte seine Tochter schon im Kleinkindalter. Daniela Simmons sang die ersten Lieder bereits mit drei Jahren und komponierte die ersten Lieder mit 13 Jahren. Sie studierte Piano im Conservatoire de Lausanne und schloss mit einem Diplom ab.
Daniela Simmons’ Einstieg in das professionelle Showbusiness ist der Gewinn des Musikwettbewerb «La grande Chance» von 1984 der Télévision Suisse Romande für junge Künstler mit einem von ihr komponierten Lied Une autre vie. Im Jahr darauf ging Daniela Simmons nach London und später auf eine Italien-Tournee mit Enrico Ruggeri, Mariella Nava, Fiorella Mannoia und anderen.
1986 vertrat Daniela Simmons die Schweiz beim 31. Eurovision Song Contest in Bergen, Norwegen mit dem Lied Pas pour moi, das von Atilla Şereftuğ komponiert und von Nella Martinetti getextet wurde. Sie erreichte damit den zweiten Platz.
1991 heiratete sie den Komponisten Atilla Şereftuğ. Ein Jahr später kam ihr gemeinsamer Sohn zur Welt.

## Diskografie

### Alben
- 1987: Shout Back (produziert von Nigel Wright)
- 1998: Un’ altra donna
- 2005: Daniela Simmons (produziert von Atilla Şereftuğ)

### Singles (Auswahl)
- 1986: Pas pour moi
- 1992: I'am Top Of The World